# 熊望
熊望（?—?），字原师，唐朝官员。
熊望进士及第后，以辩游说公卿之间，经常用大言诡意指摘时政。刘栖楚为京兆尹，广树朋党，熊望出入他的门下，暗中辅佐计画。唐敬宗喜作歌诗，计划设置“东头学士”，以备曲宴赋诗。熊望被推荐，没有被任用，唐敬宗被宦官刘克明弑杀。唐文宗即位，韦处厚为宰相，贬熊望为漳州（今福建省漳州市）司户参军。

## 延伸阅读
[在维基数据编辑]
 《舊唐書/卷154》，出自刘昫《舊唐書》
 《新唐書/卷175》，出自《新唐書》